# Hyalopsychella
Hyalopsychella là một chi côn trùng thuộc bộ Cánh lông. Loài điển hình của chi này là Hyalopsychella winkleri.

## Các loài
- Hyalopsychella haplotes
- Hyalopsychella winkleri